# Patrijspoort

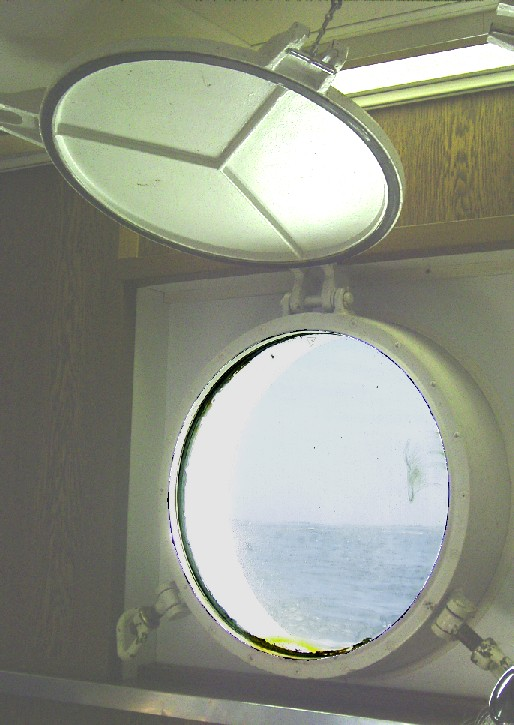
Patrijspoort

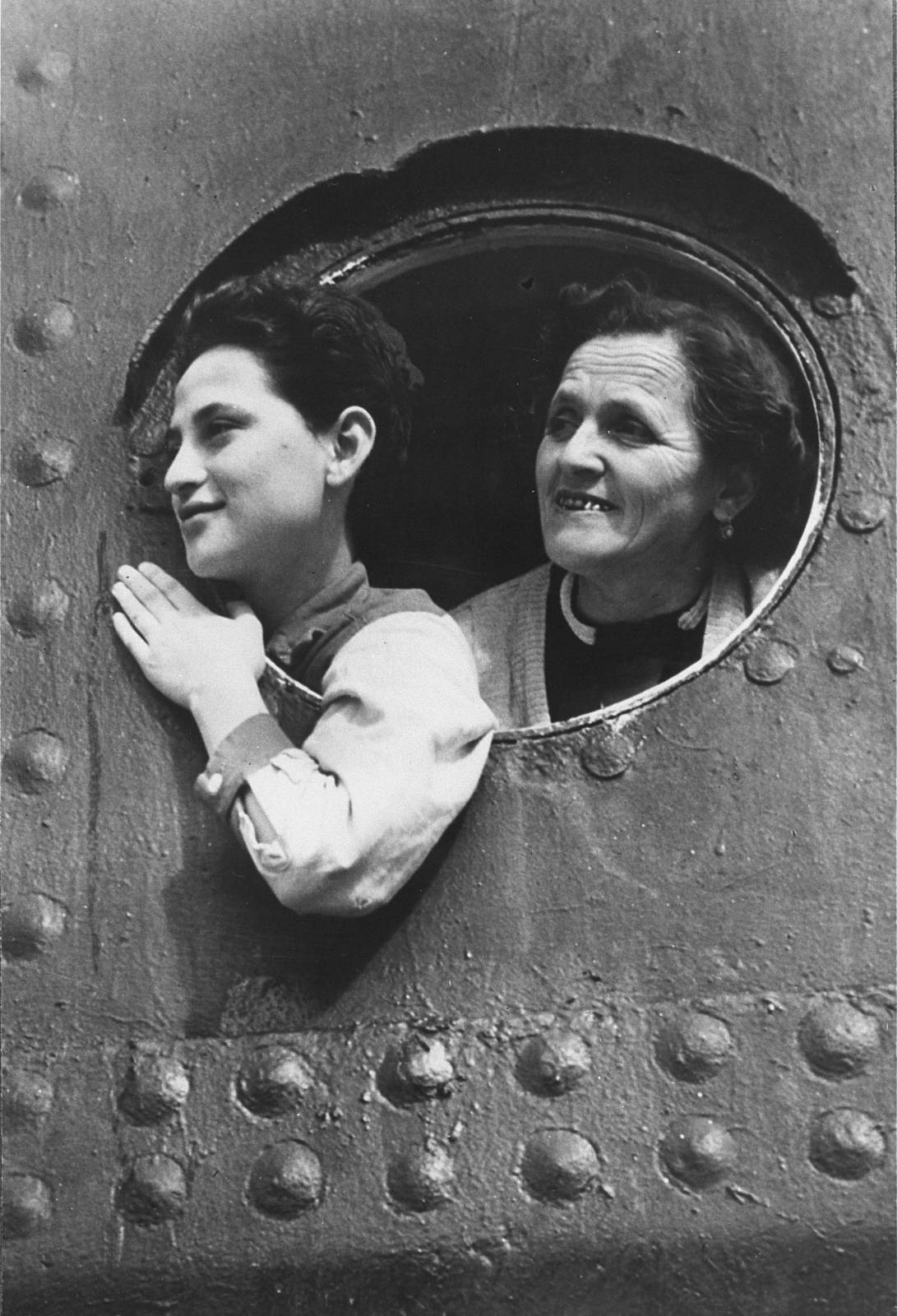
Vrouwen aan boord van een schip kijken door een patrijspoort naar buiten

Een patrijspoort is een kajuitraampje of een scheepsraampje van een zeeschip, marinevaartuig of sleepboot. Binnenvaartschepen hebben ook nog een kleinere patrijspoort, maar meestal hebben ze gewone rechthoekige schuiframen aan de roef, aan boord. Bij ruimtevaartuigen wordt veelal ook over patrijspoorten gesproken als men een raampje bedoelt.
De patrijspoorten op zeeschepen, sleepboten en marinevaartuigen zijn meestal rond van vorm en hebben aan de binnenkant in de hut of kajuit een afsluitsysteem tegen de weerselementen op zee en tegen de golven. De patrijspoorten waren vroeger vervaardigd uit koper. Tegenwoordig ziet men het nog maar ze worden door de hoge kostprijs vervangen door stalen of ijzeren scheepsramen. Rondom de patrijspoort zitten klinknagels of aangeschroefde vijzen, die de patrijspoort aan de scheepswand houdt. 
De sluiting van zo'n patrijspoort bestaat uit een hengsel met vleugelmoer dat men kan dichtdraaien op de patrijspoortvork. Meestal zijn deze patrijspoorten dikglazig om de golfstormen op zee te kunnen weerstaan.